# Ситько, Николай Алексеевич
Никола́й Алексе́евич Ситько (9 мая 1914, Приморско-Ахтарск, Кубанская область — 18 ноября 1994, Москва) — советский военный, спортсмен и тренер по конному спорту; мастер спорта СССР, Заслуженный тренер СССР.

## Биография
Родился 9 мая 1914 года в станице Приморско-Ахтарской Кубанской области (ныне — Краснодарский край).
Занимался конным спортом с 1939 года, выступал за клуб ЦДКА (Москва). Участвовал в Великой Отечественной войне. После её окончания, в звании подполковника, продолжил спортивный путь. Был чемпионом СССР (1947, 1949, 1950, 1951, 1954) по выездке. Участвовал в Олимпийских играх 1952 и 1956 годов. На Играх 1956 года в командном первенстве по выездке в составе сборной СССР занял 4-е место.
После окончания спортивной карьеры стал тренером. Воспитал ряд известных спортсменов, в числе которых — Сергей Филатов, Григорий Череда, Николай Шеленков, Иван Калита, Виктор Приходько, Михаил Копейкин и другие. Некоторое время работал с Еленой Петушковой.
Умер 18 ноября 1994 года в Москве.

## Награды
- Орден Отечественной войны II степени (6.11.1985)[8]
- 2 ордена Красной Звезды (25.04.1944, 4.06.1944[9])
- Медаль «За оборону Москвы»»[10]
- Медаль «За оборону Кавказа»»[11]
- Медаль «За победу над Германией в Великой Отечественной войне 1941—1945 гг.»
- Медаль «За трудовую доблесть» (16.09.1960) — за успешные выступления в XVII летних и VIII зимних Олимпийских играх 1960 года, а также за выдающиеся спортивные достижения[12]

## Подготовка лошадей для парадов
Подготовил лошадей для высокопоставленных военных СССР:
- Срок — на нём маршал С. М. Будённый принимал парад на Красной площади в 1941 году;
- Полюс — маршал К. К. Рокоссовский на нем командовал Парадом Победы 24 июня 1945 года;

## Изображения

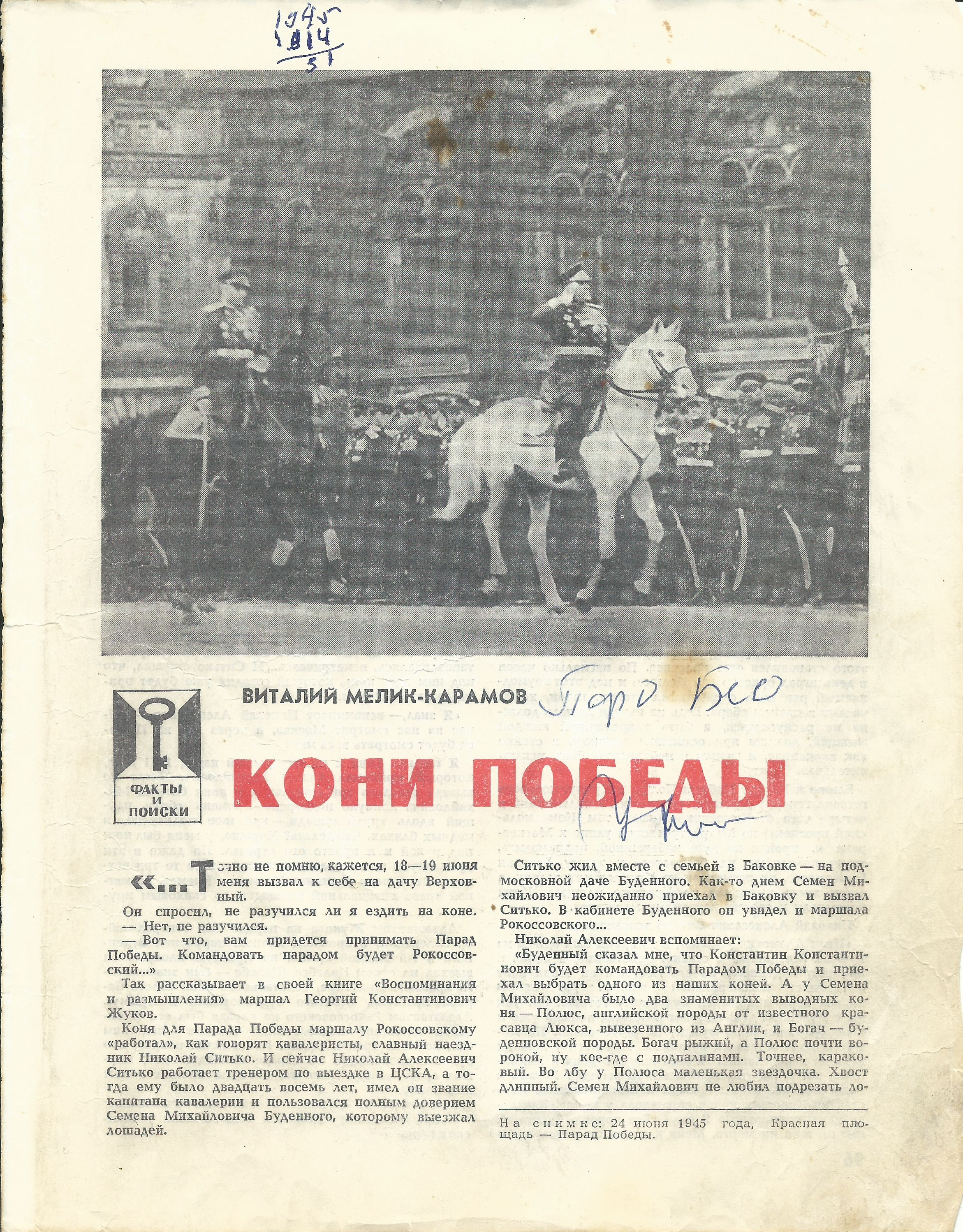
Журнал юность №5 1980 год 95 стр.
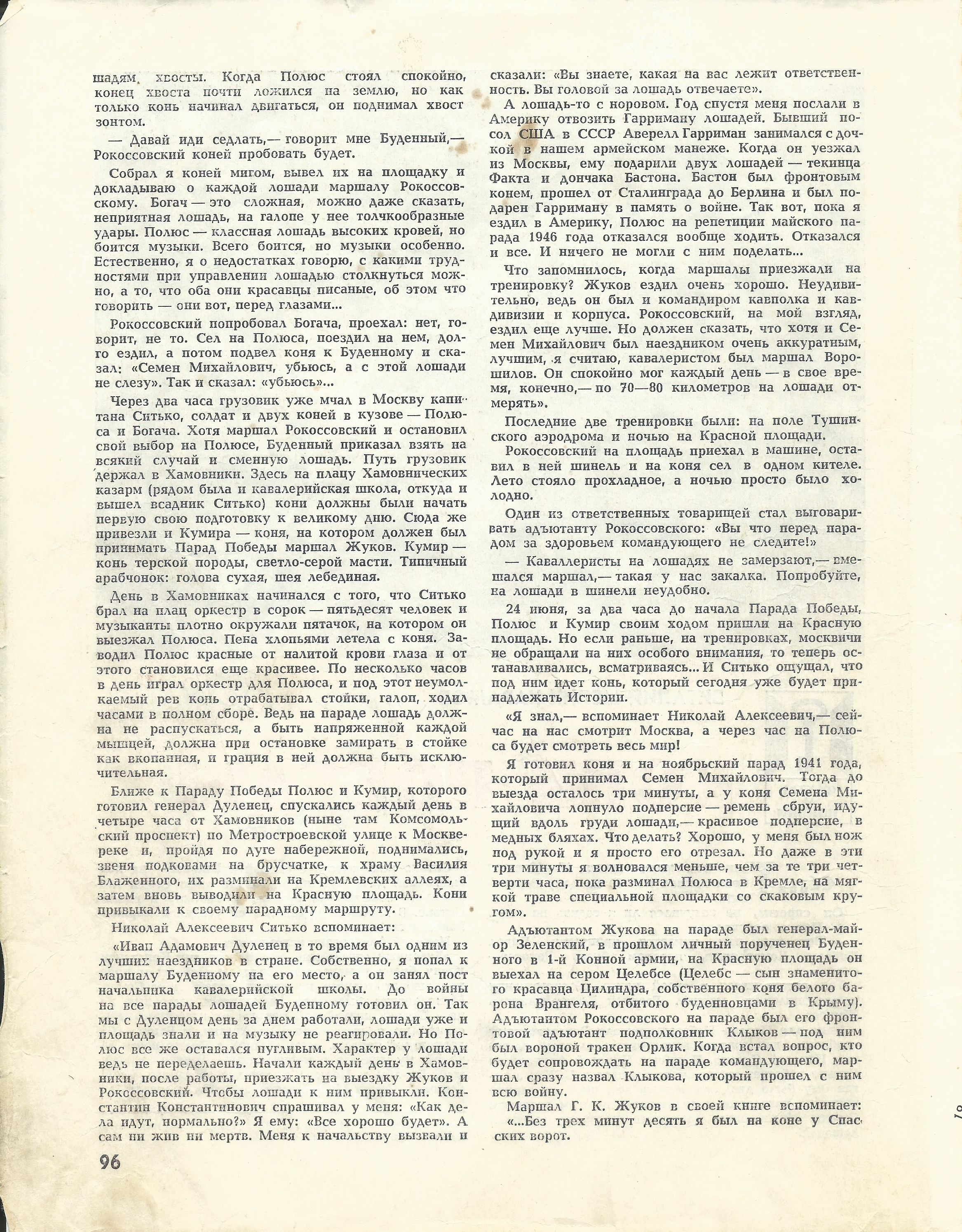
Журнал юность №5 1980 год 96 стр.
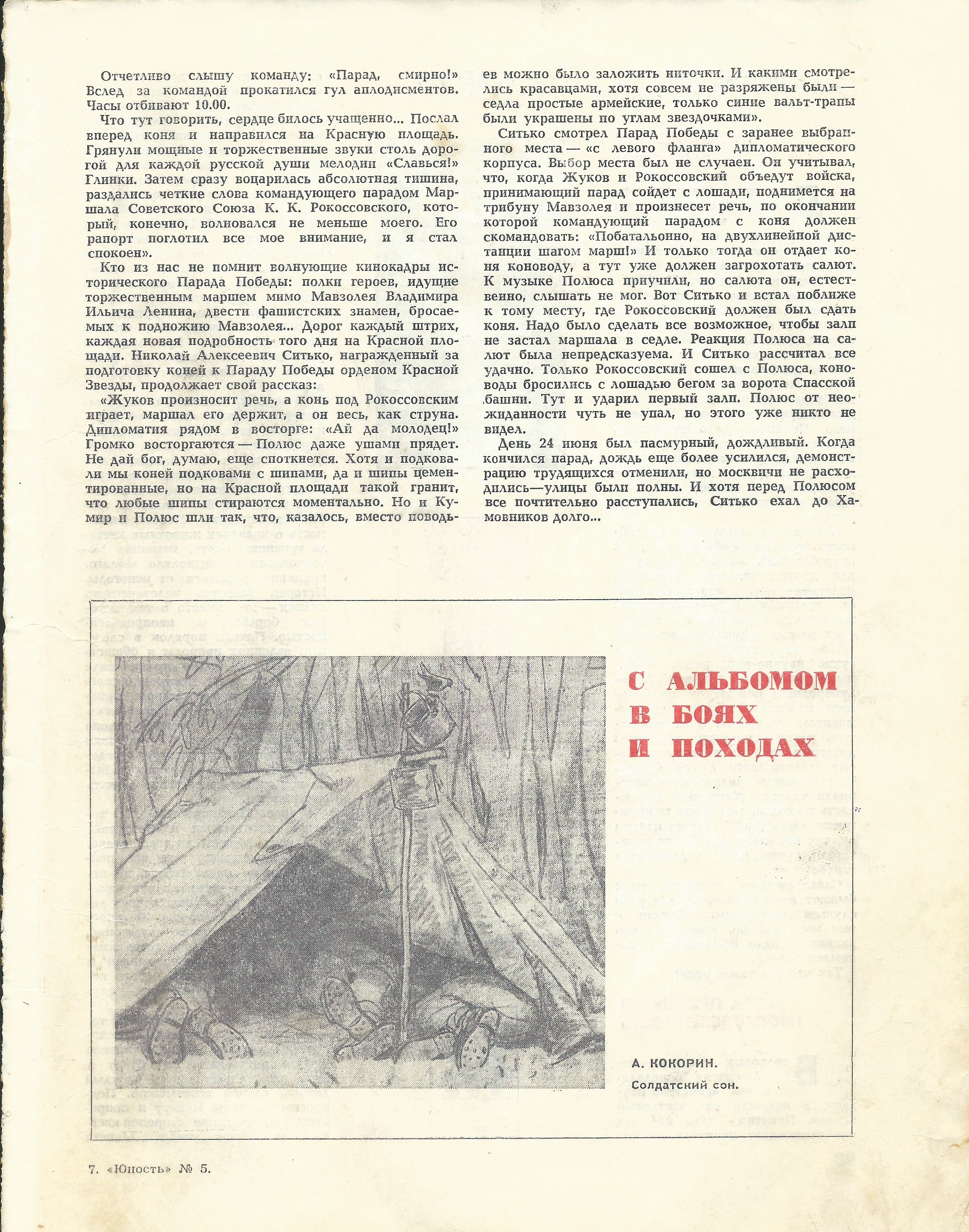
Журнал юность №5 1980 год 97 стр.
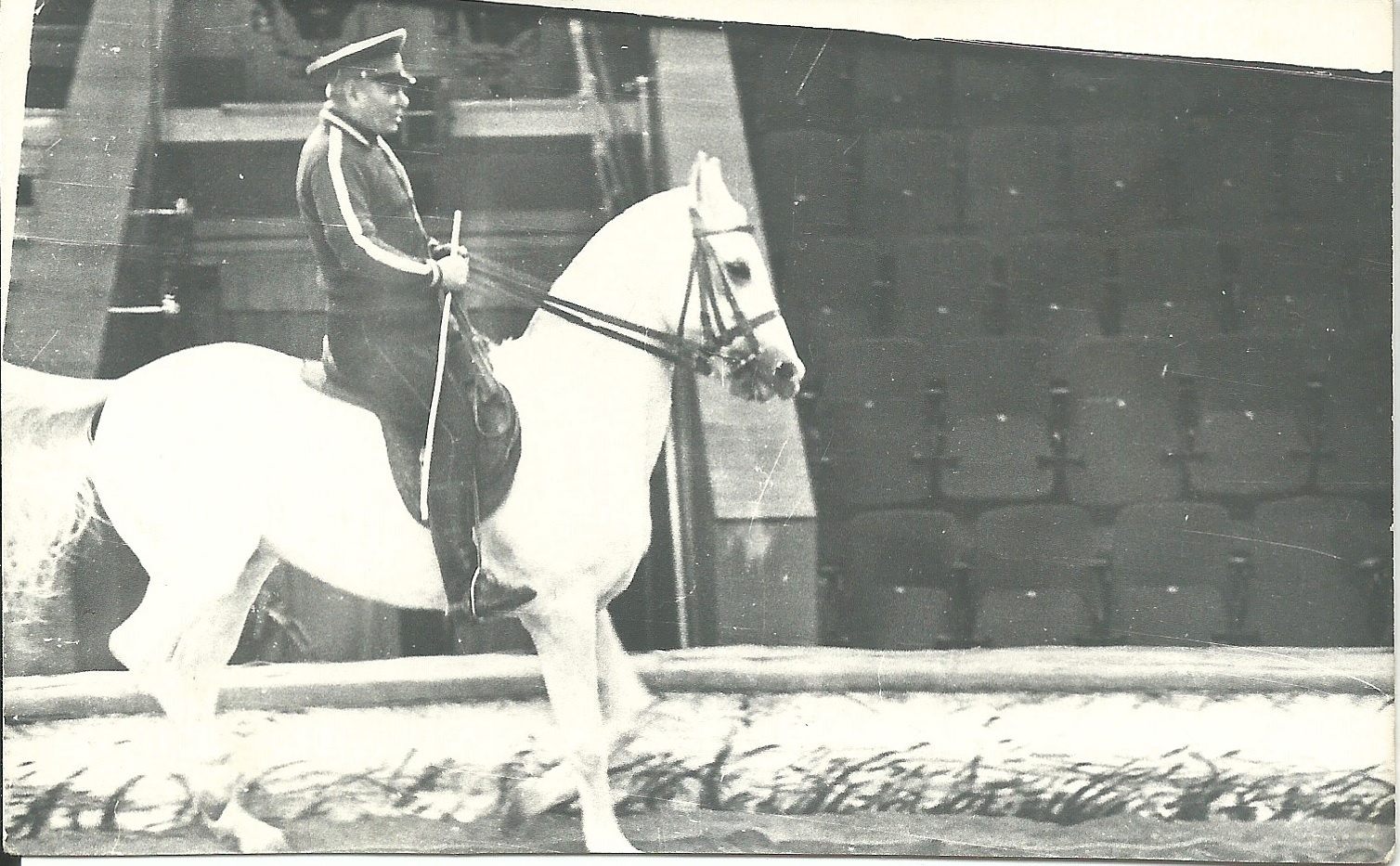
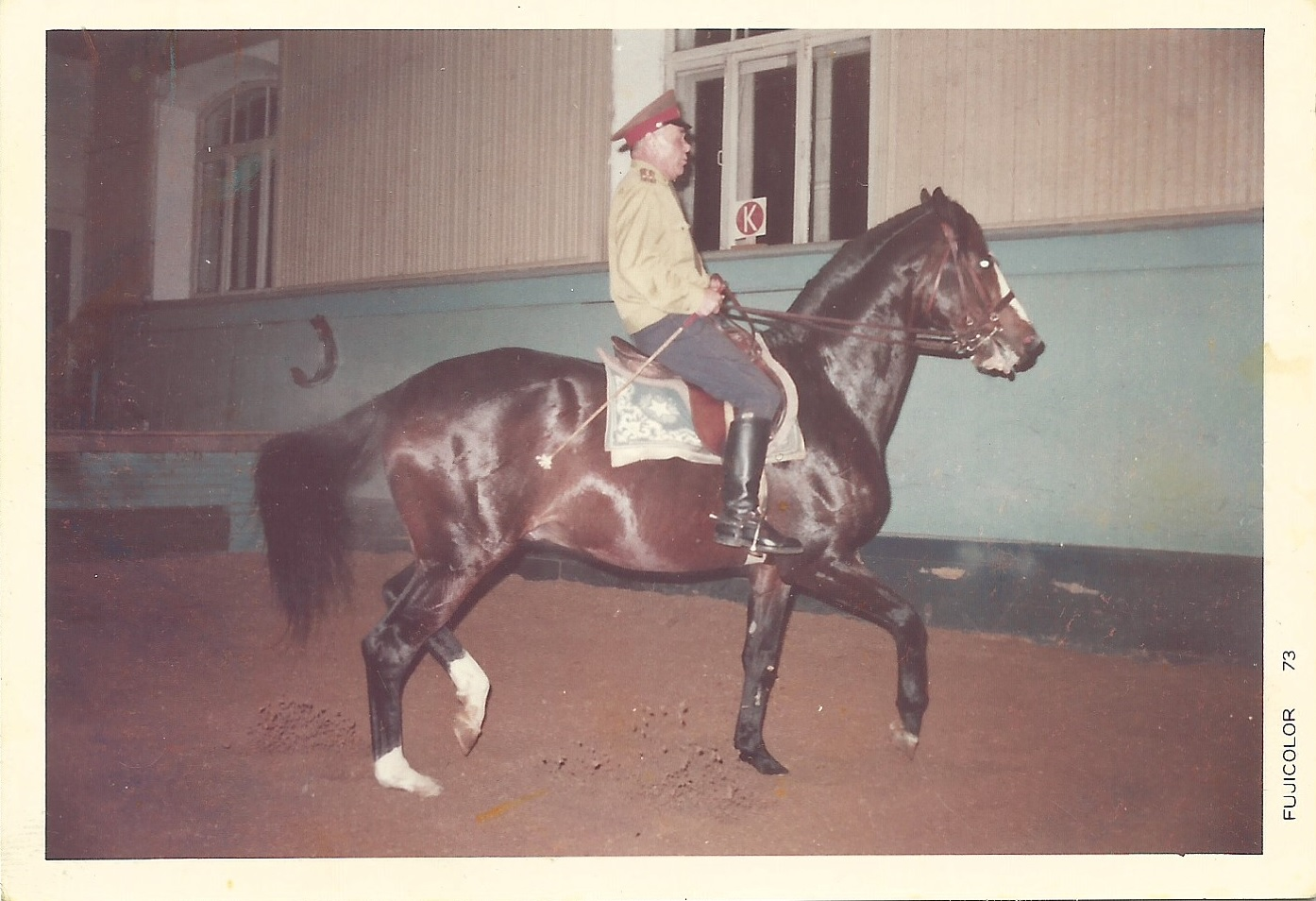
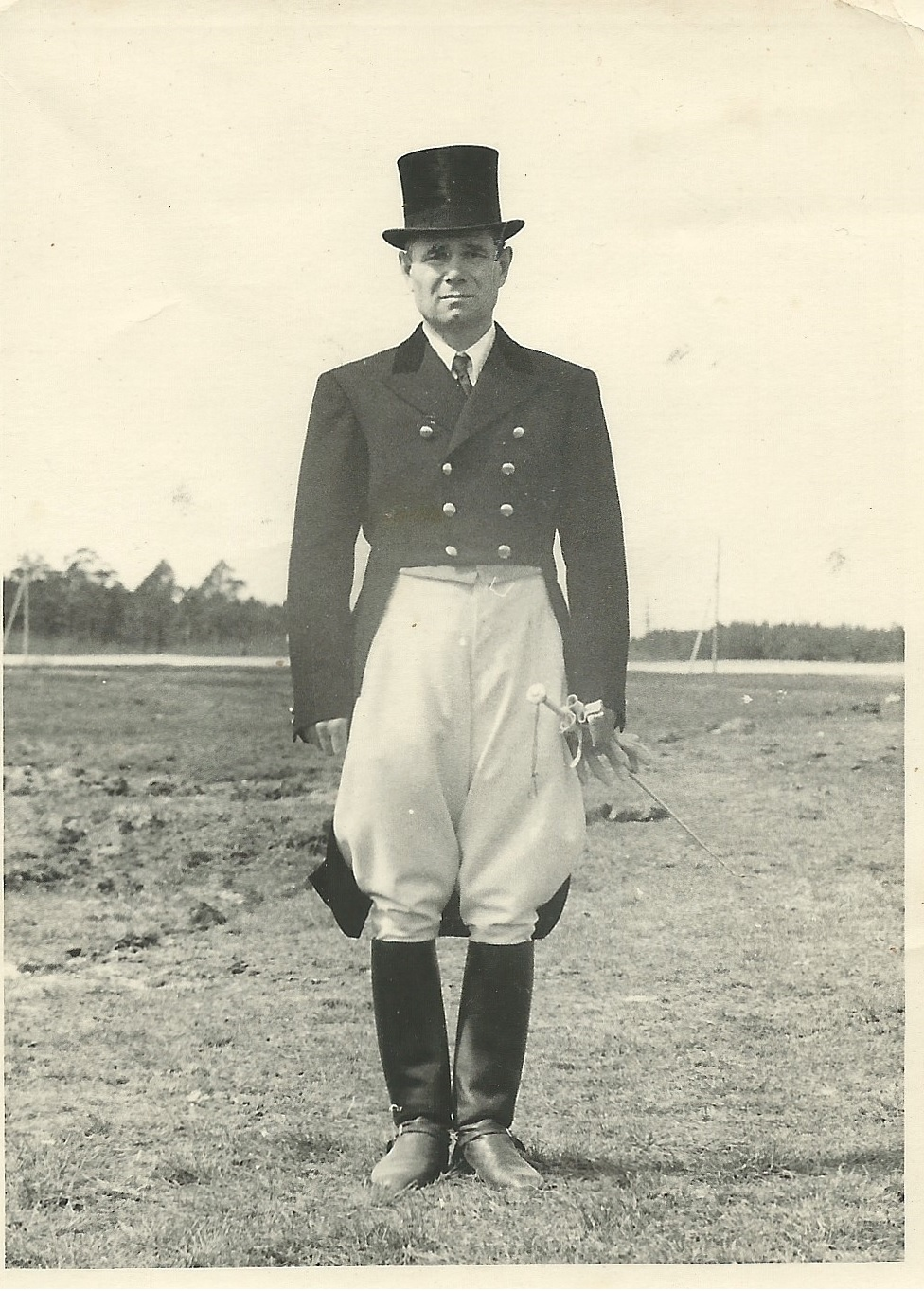
Таллин
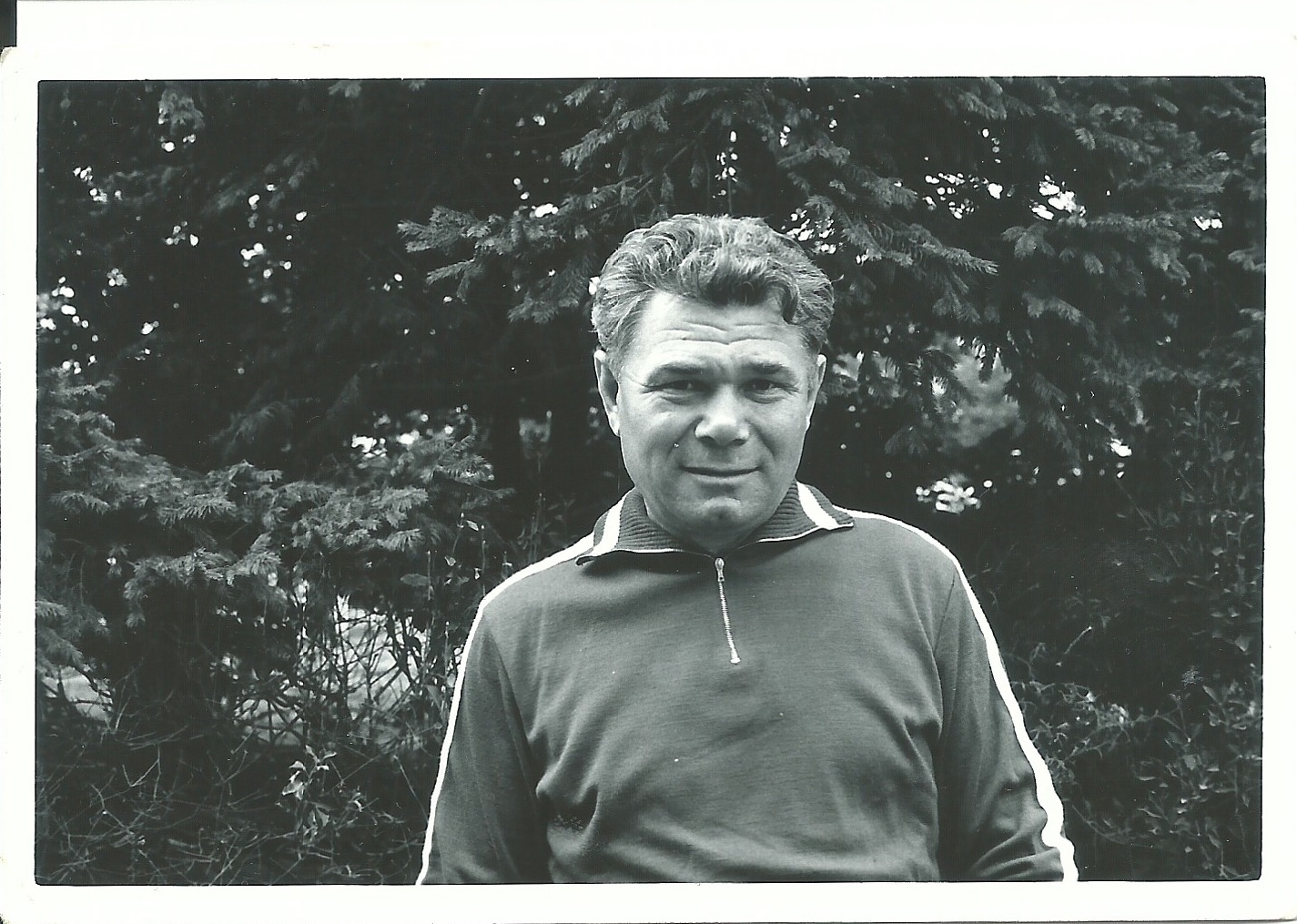
Ситько Николай Алексеевич, дальний восток
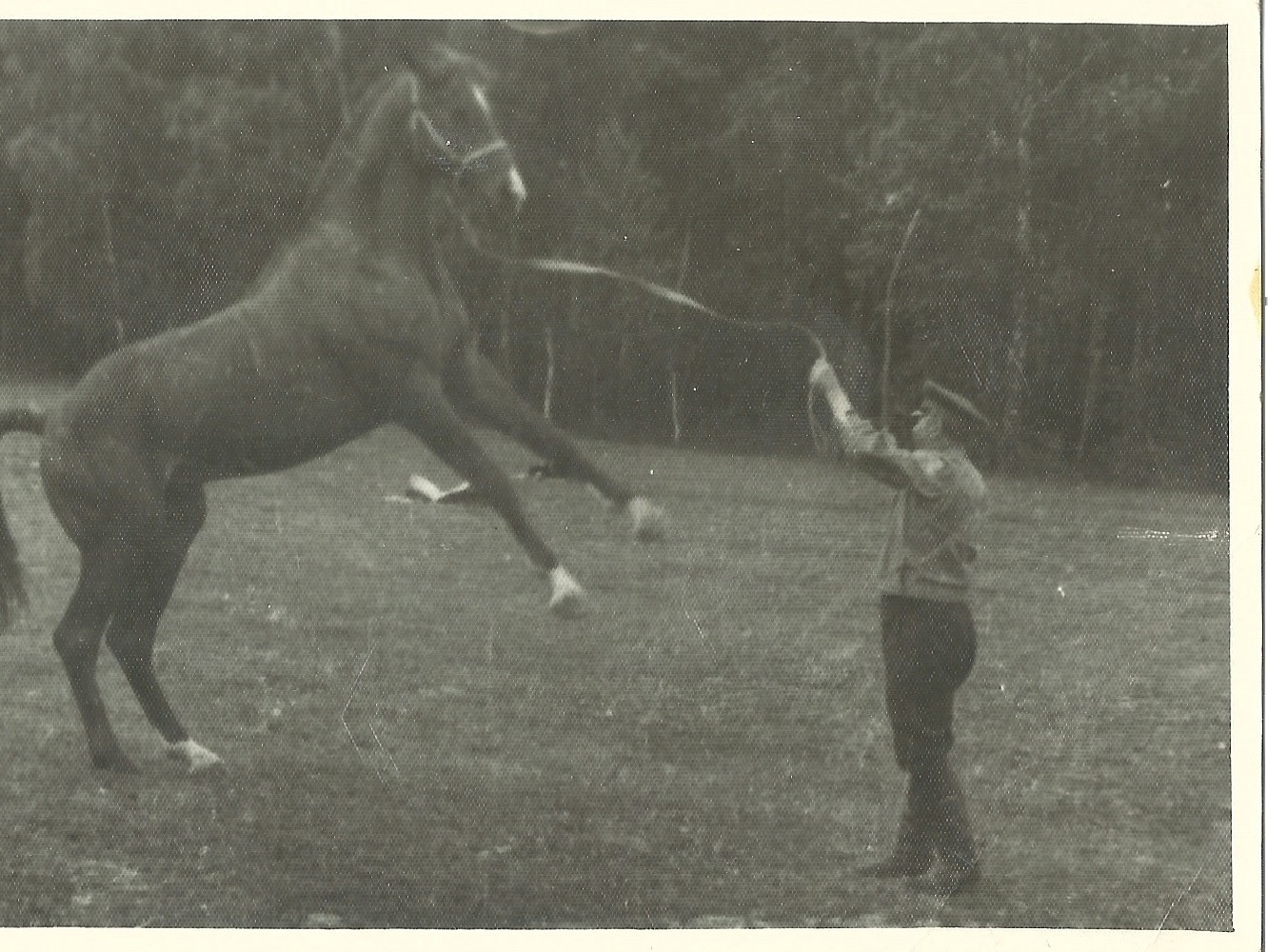
Ситько Николай Алексеевич и "Эскорт"
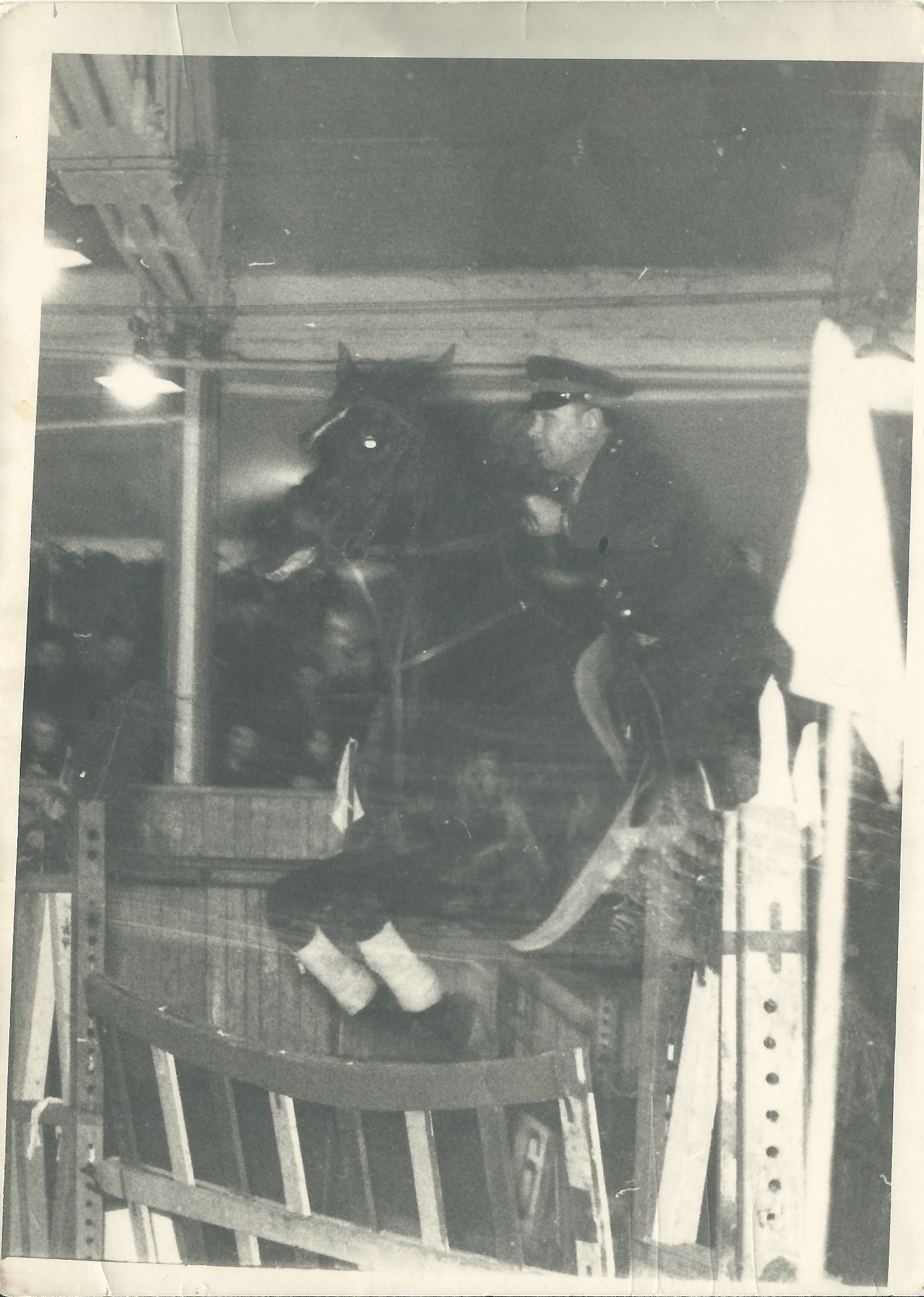
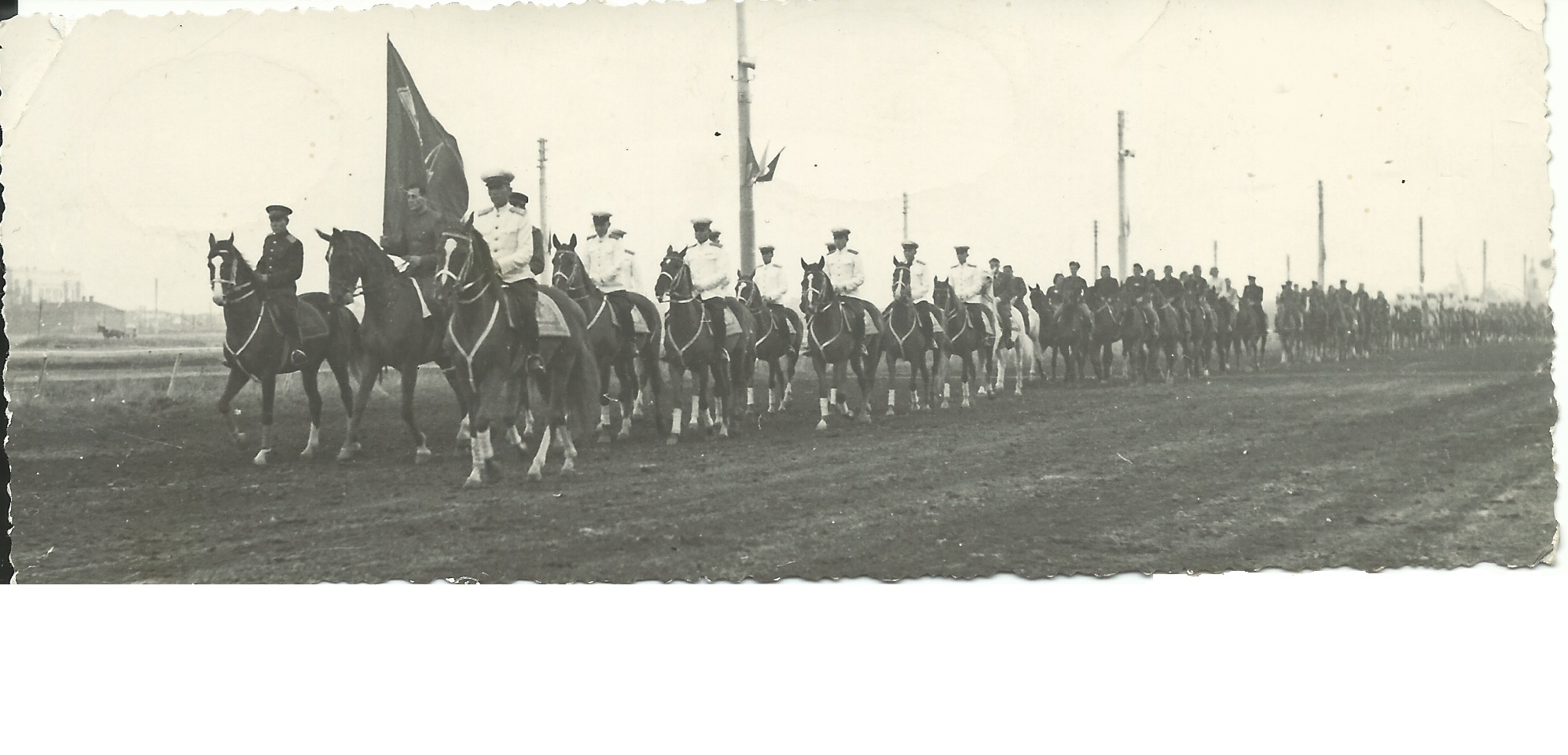
Ситько Николай Алексеевич (крайний слева)
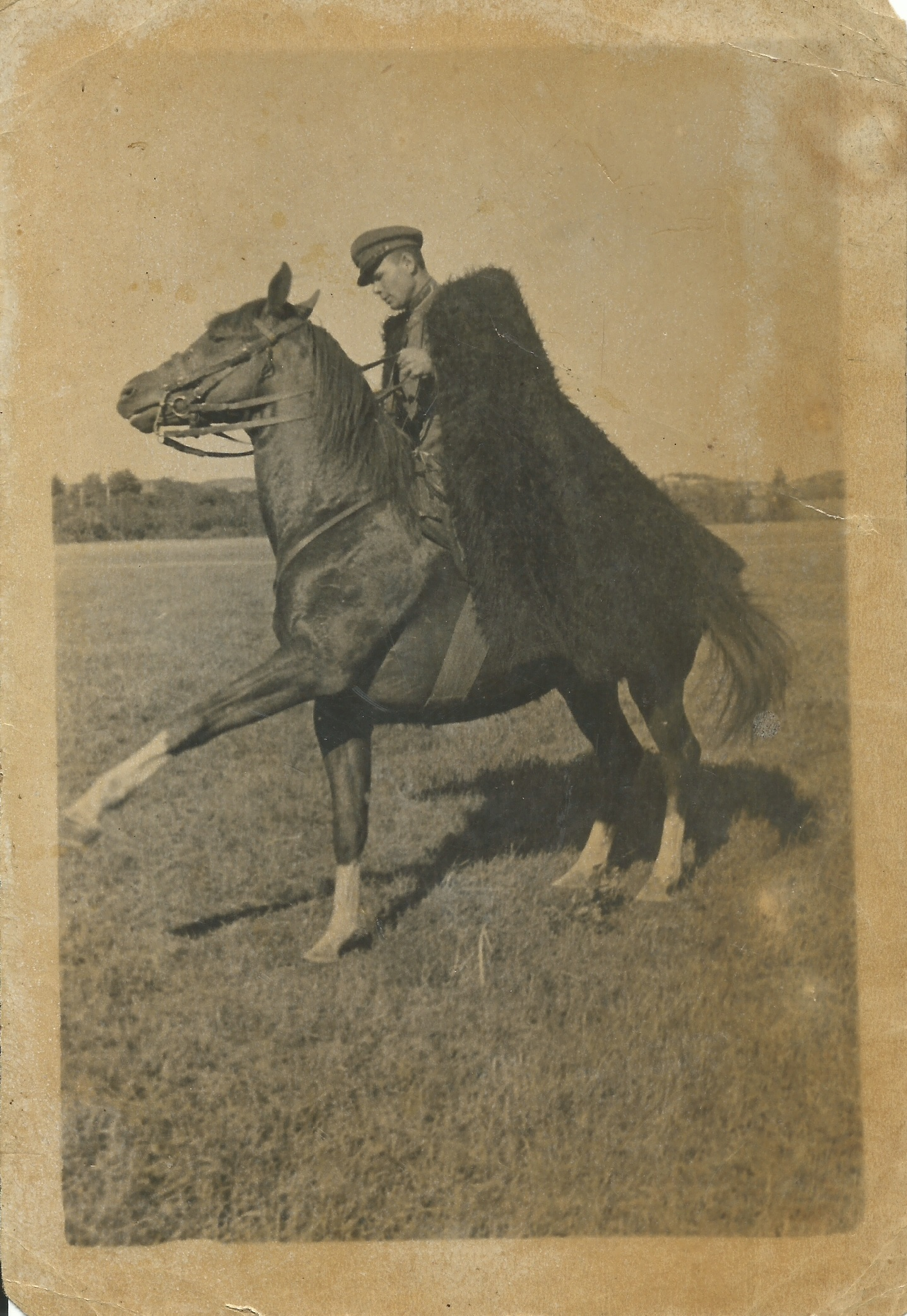
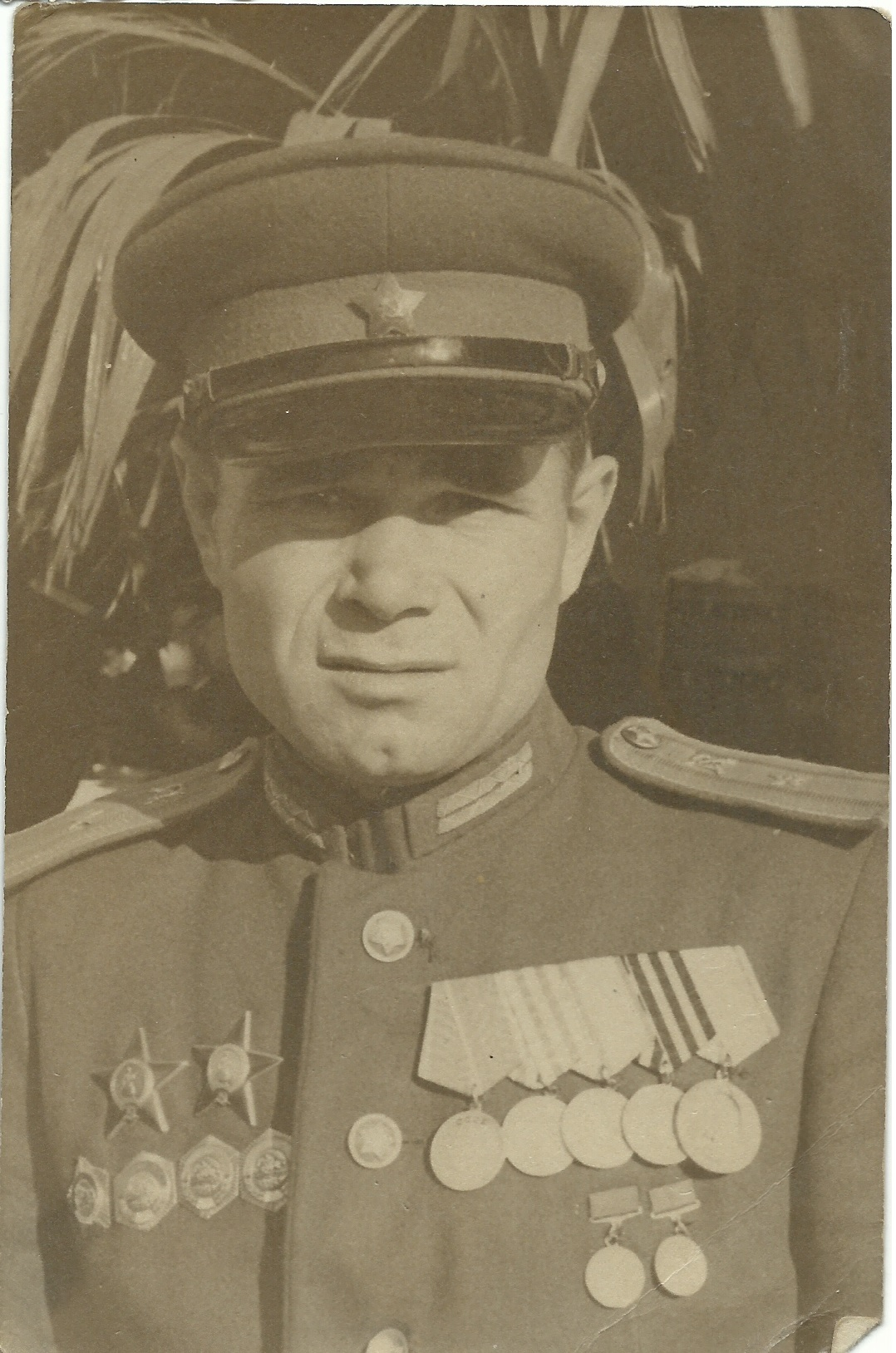
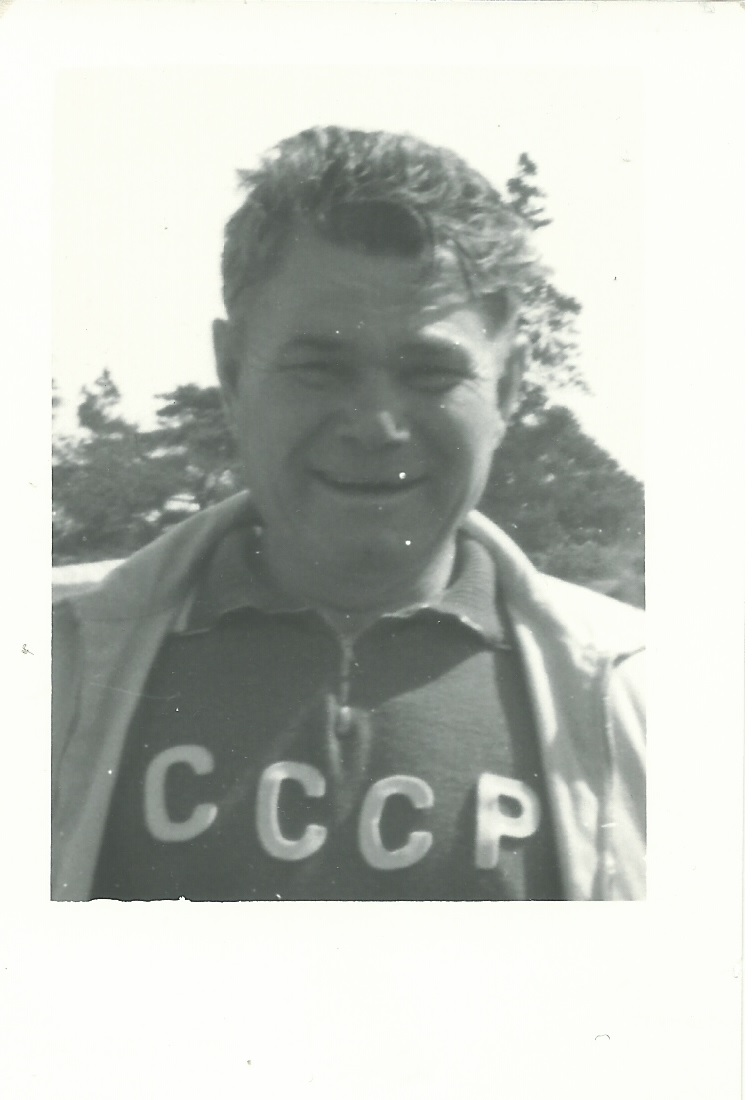
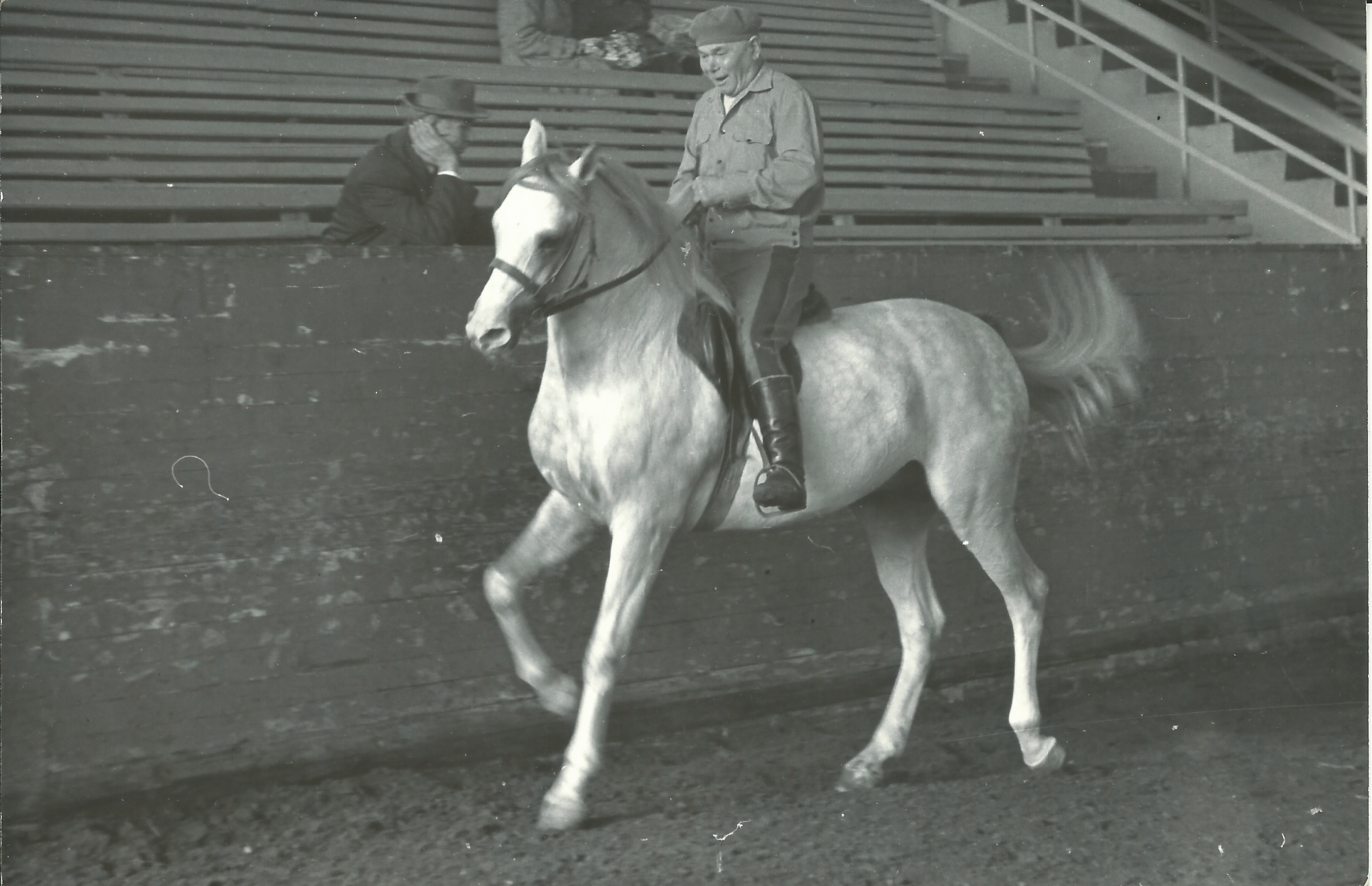
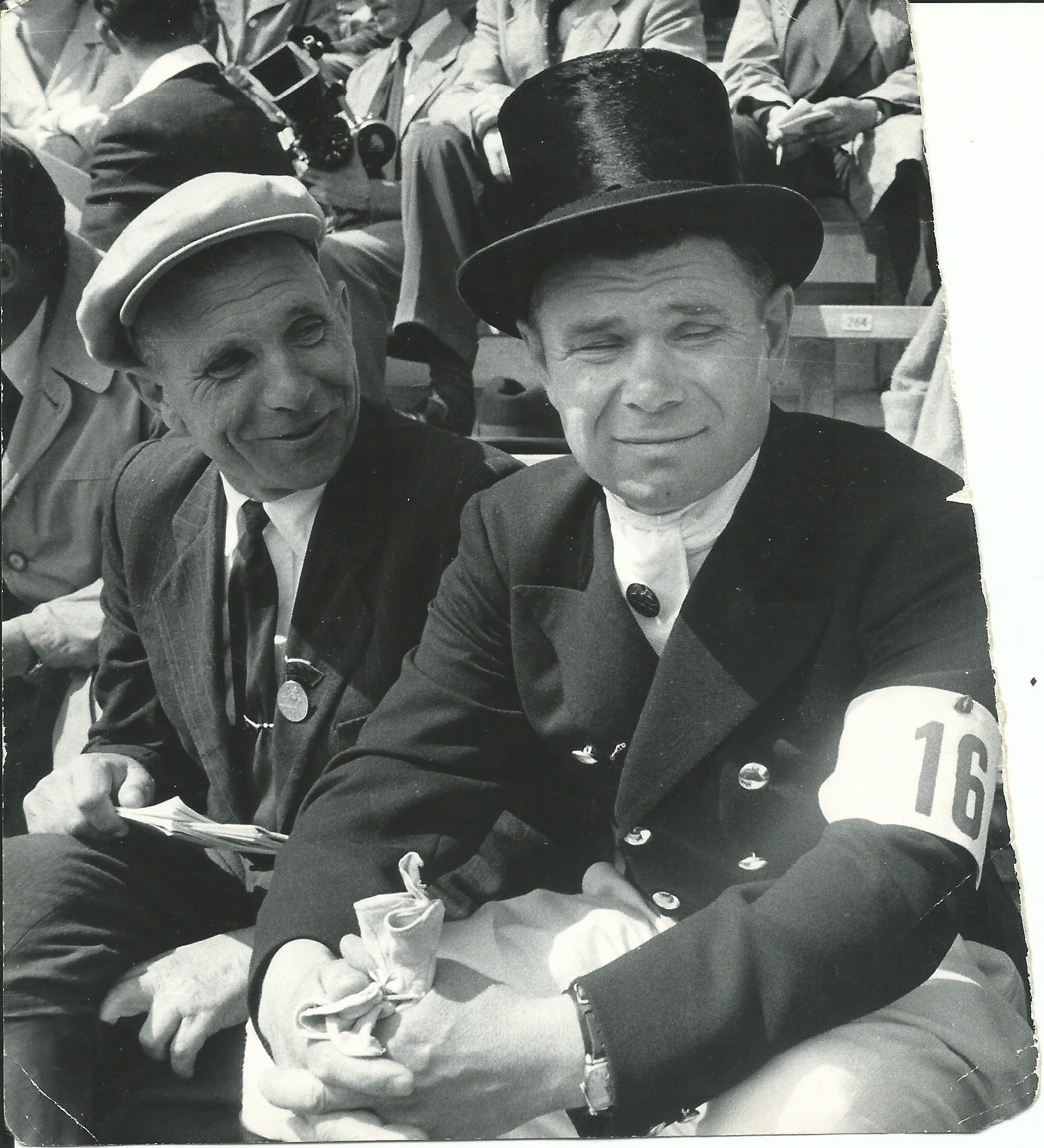
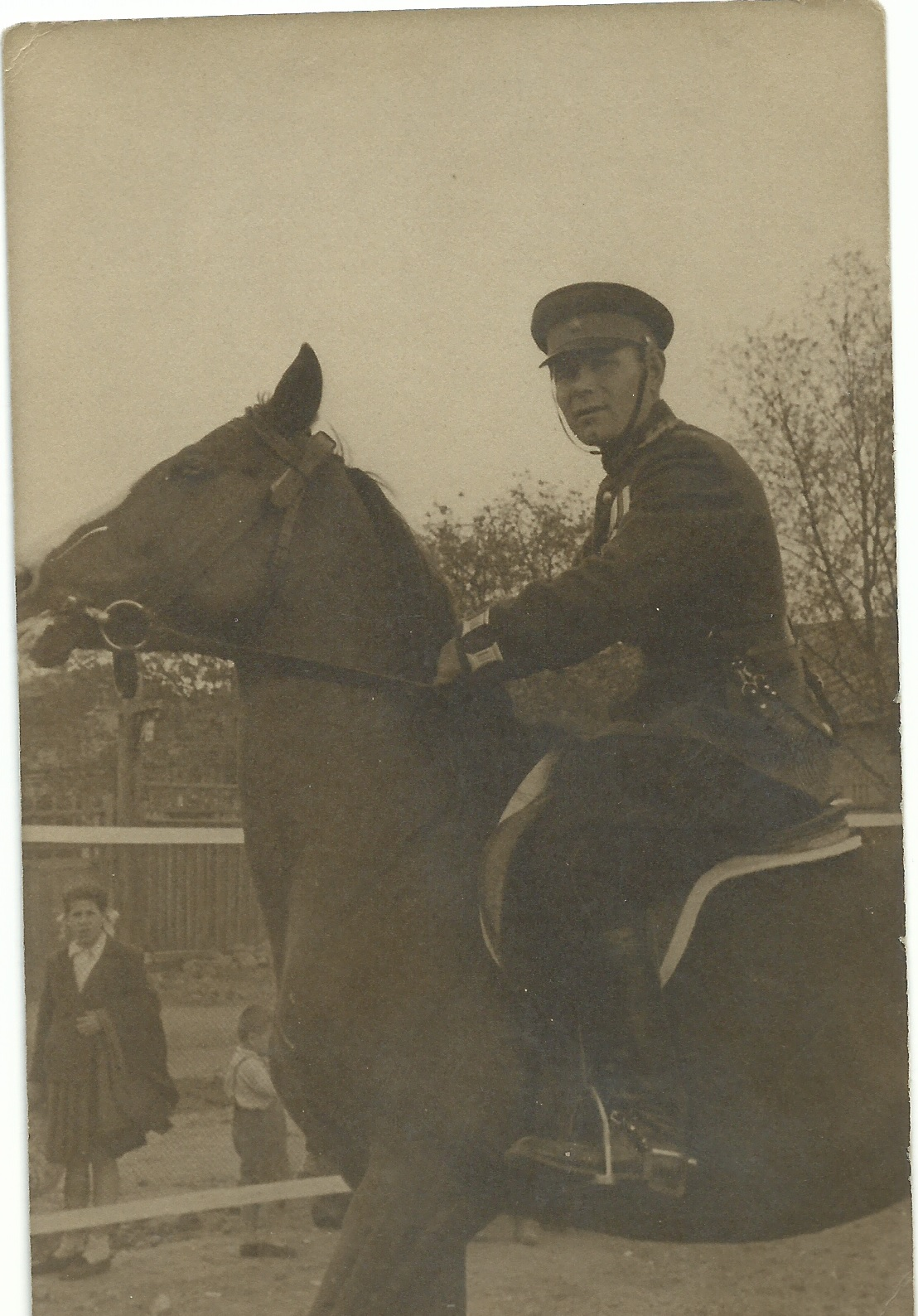
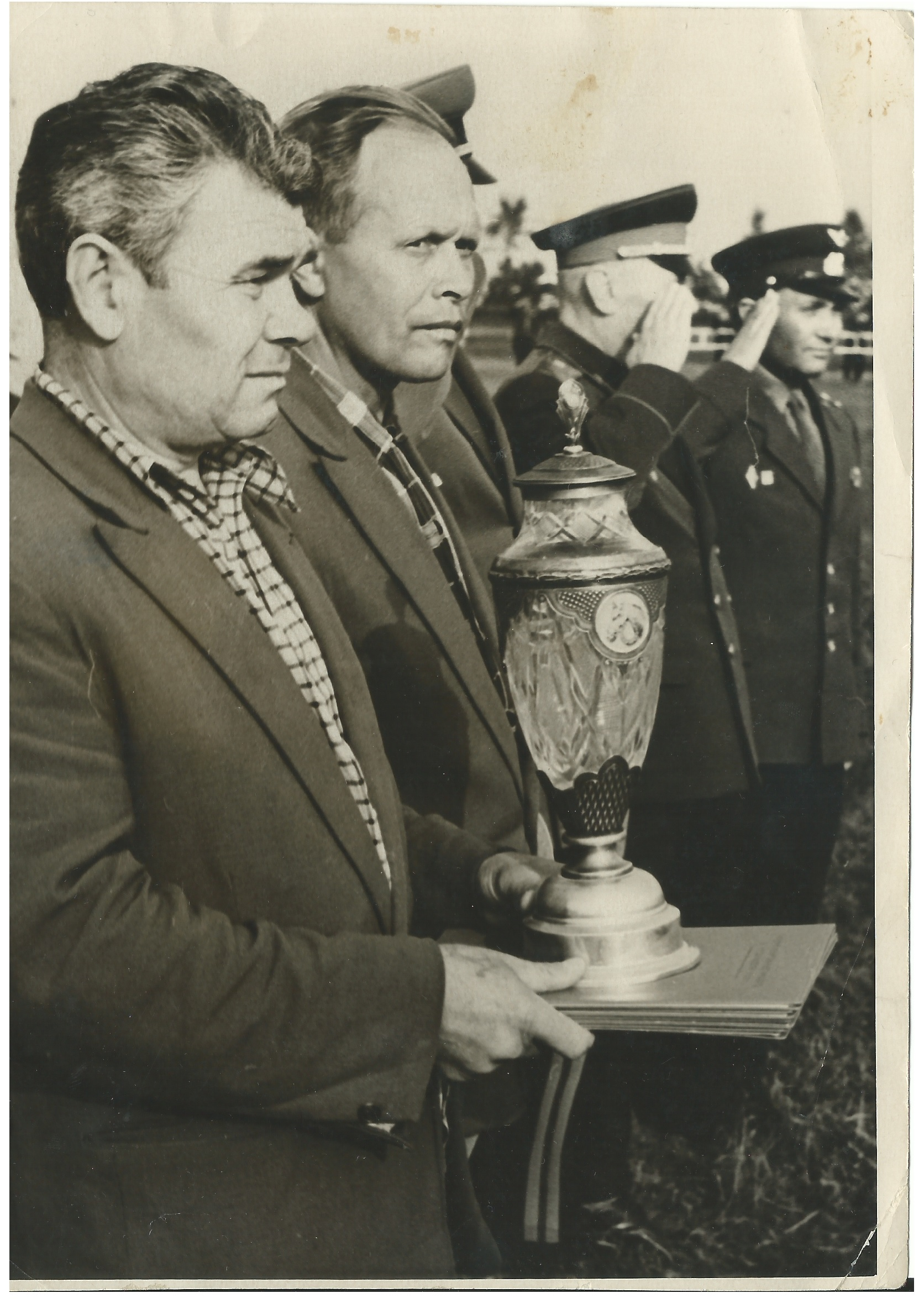
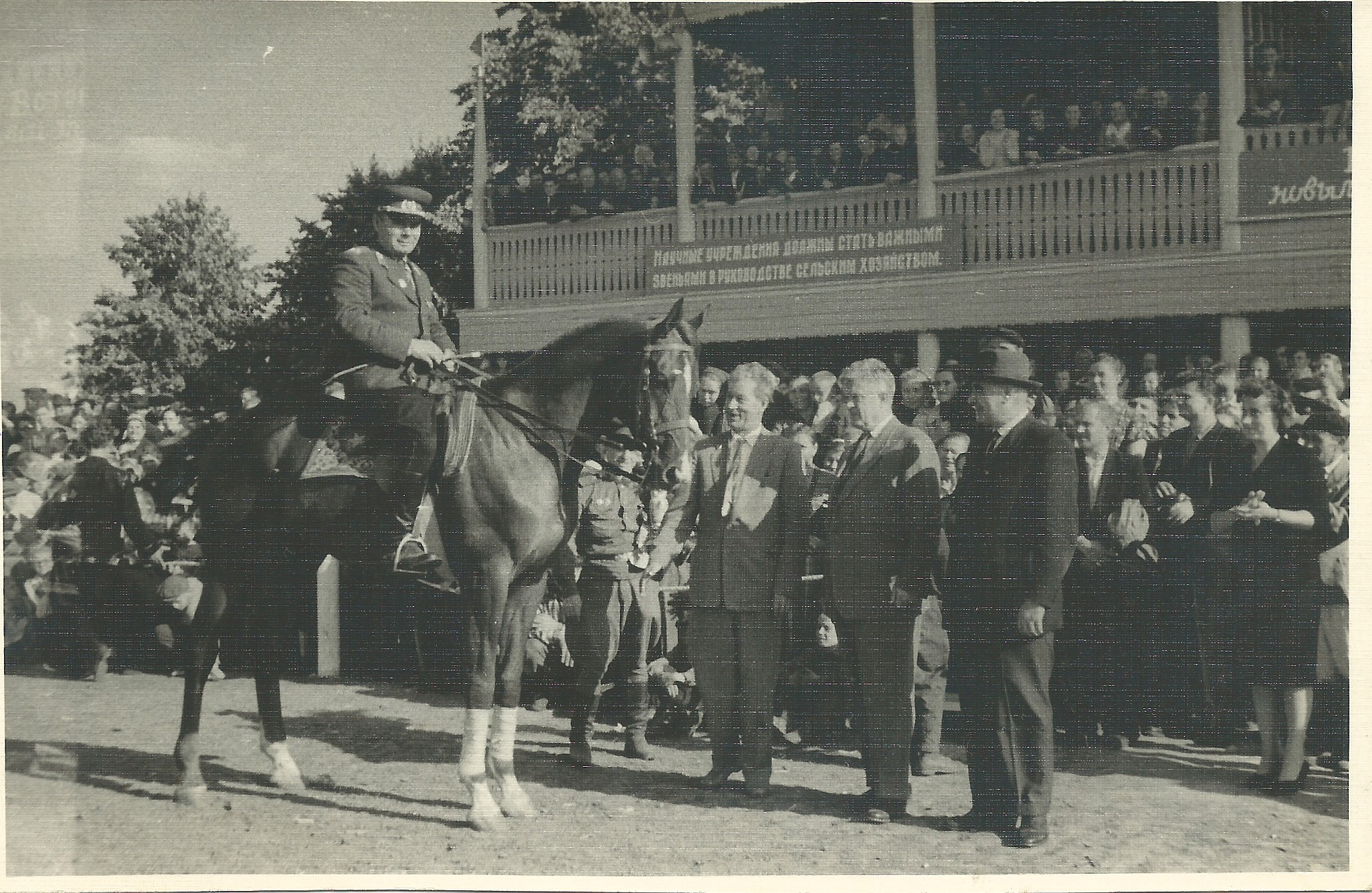
Ситько Николай Алексеевич и "Эскорт" на московском ипподроме
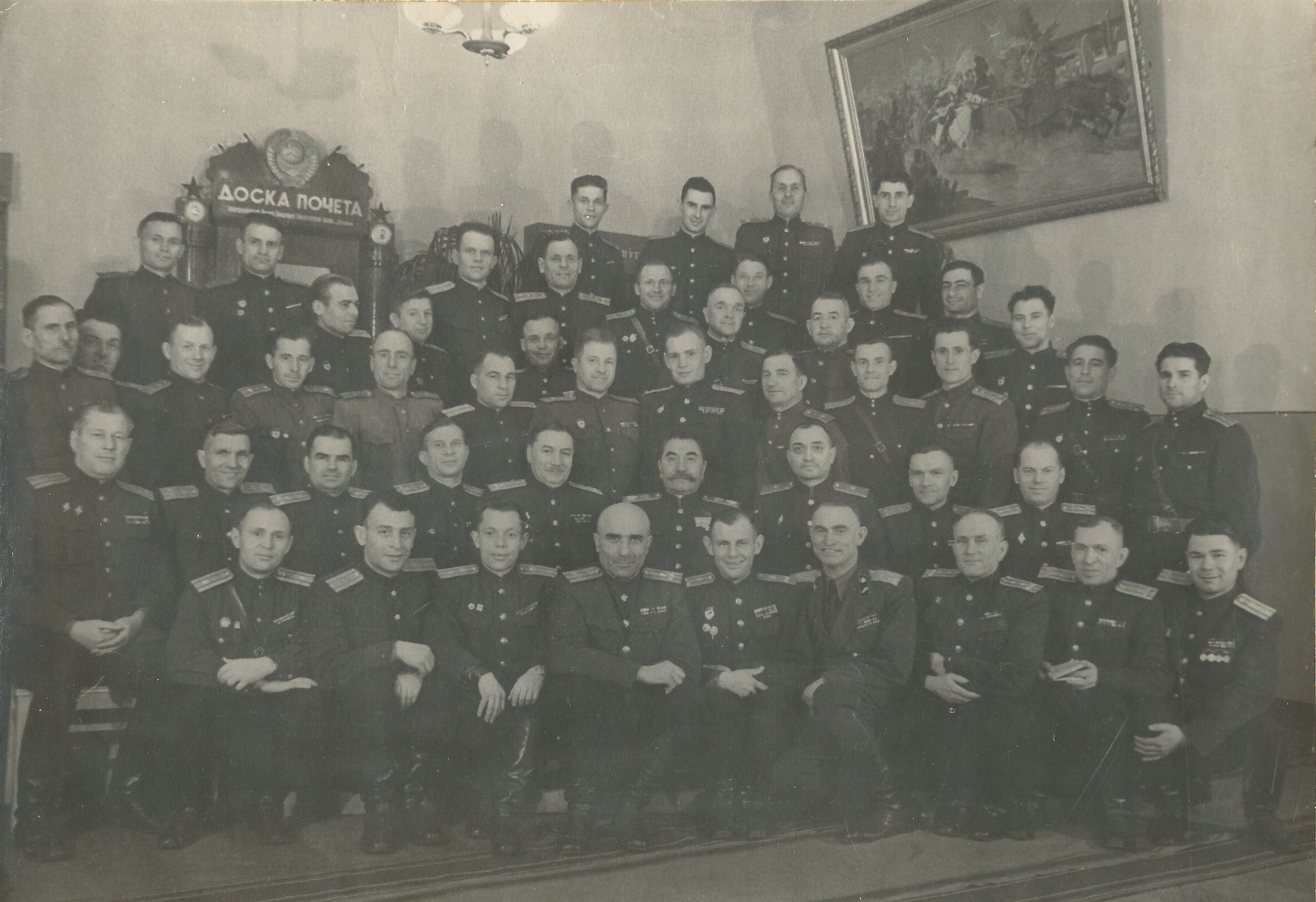
Ситько Николай Алексеевич (справа внизу), Семён Михайлович Будённый (в центре)
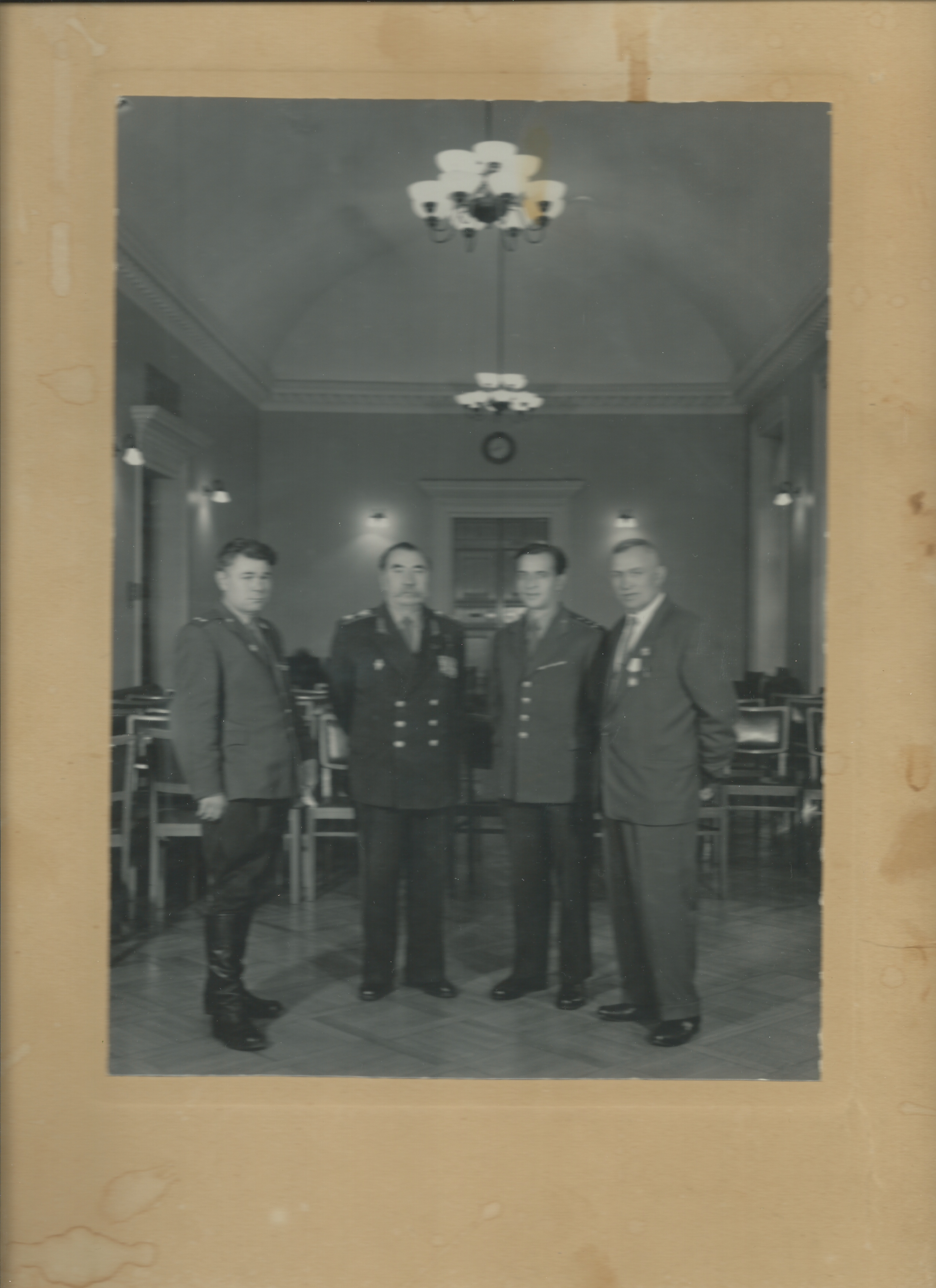
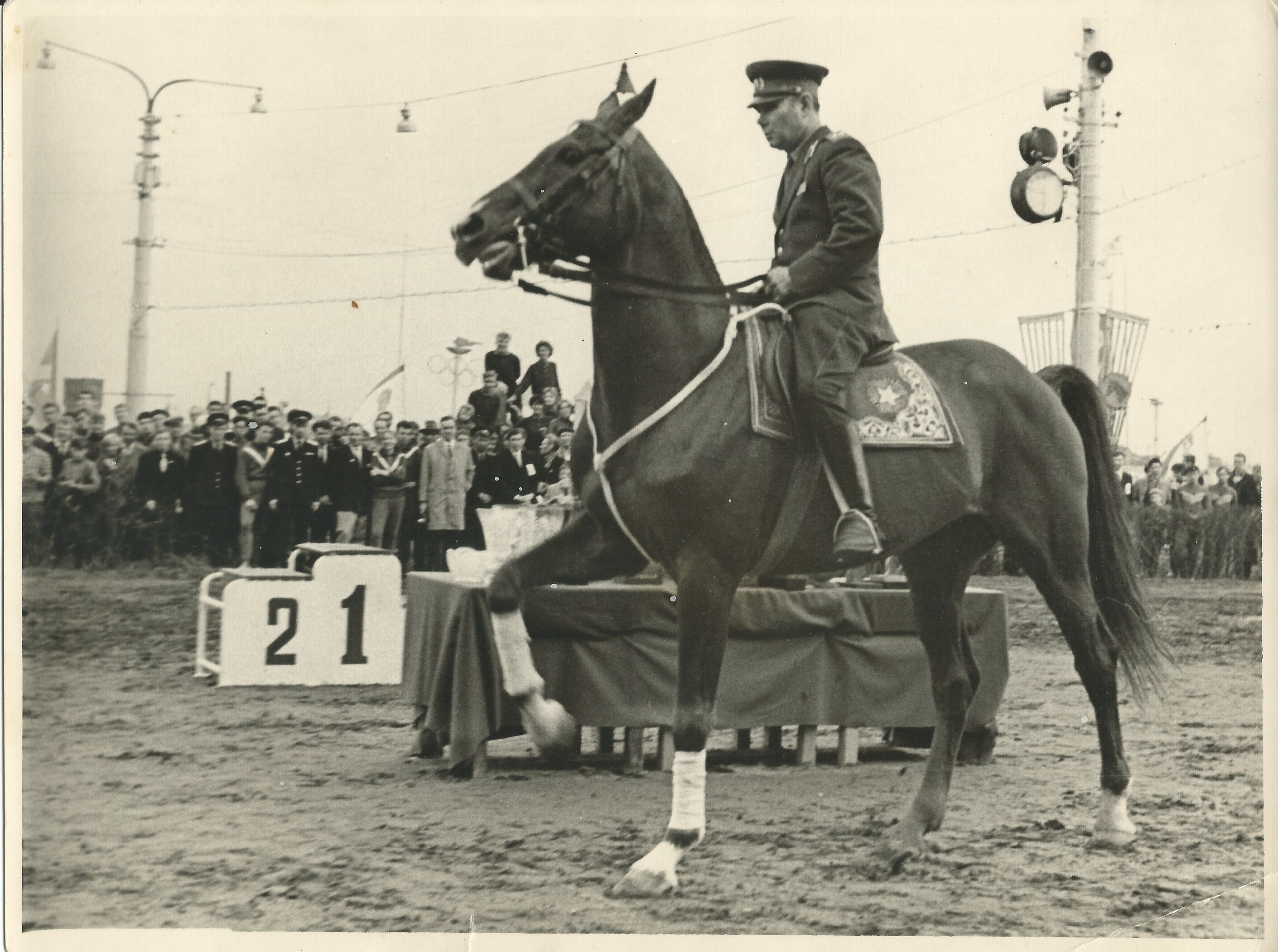
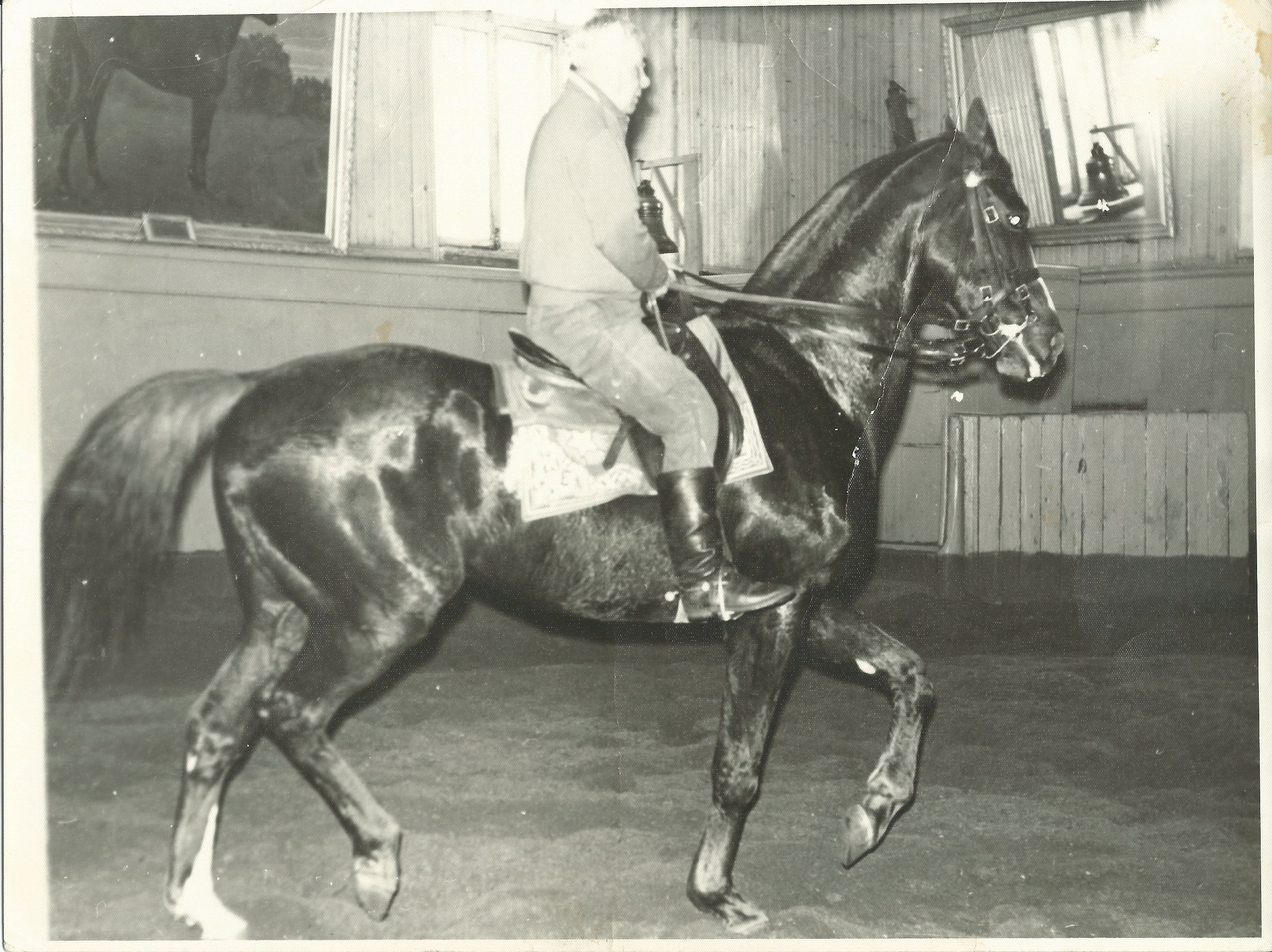
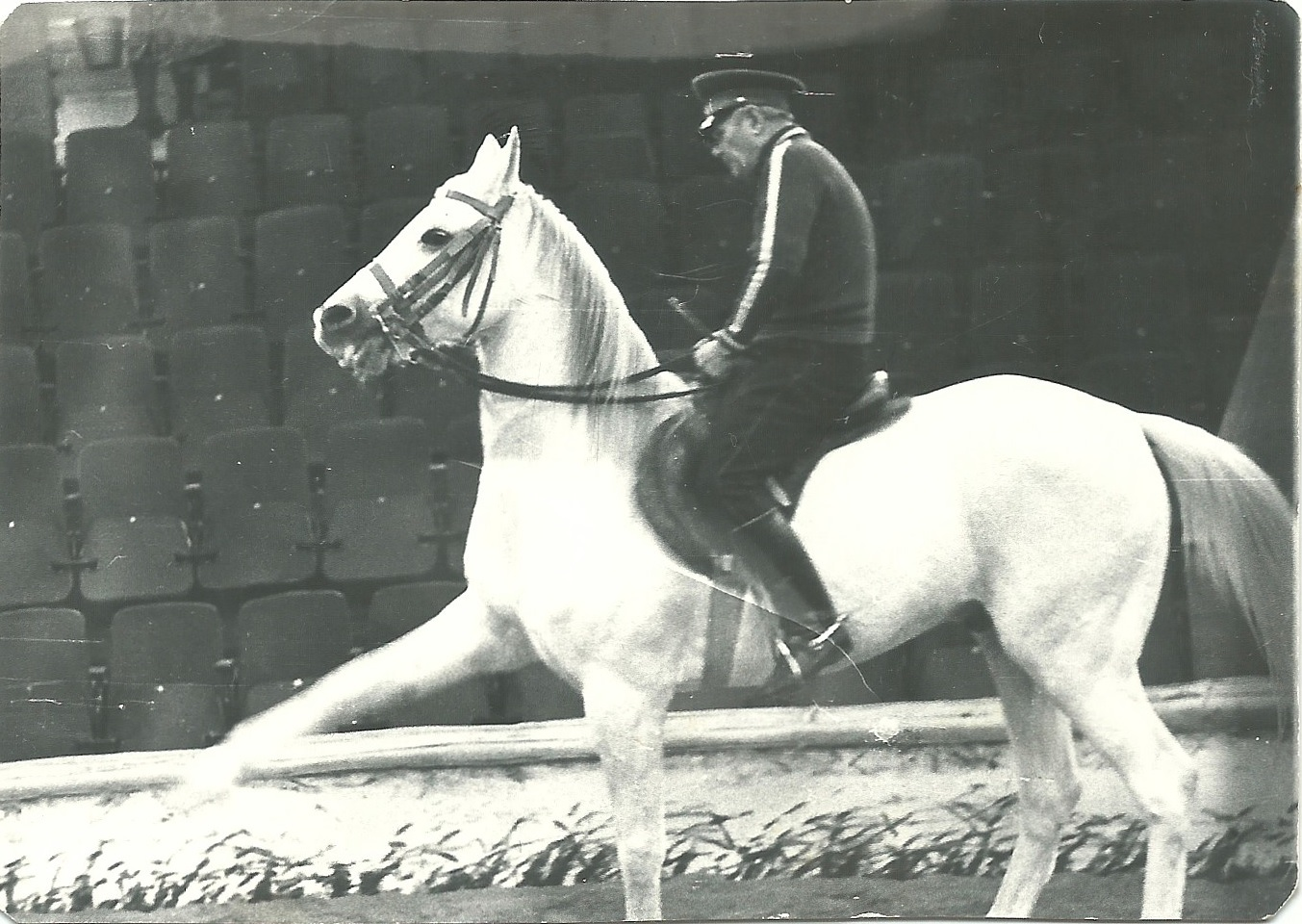
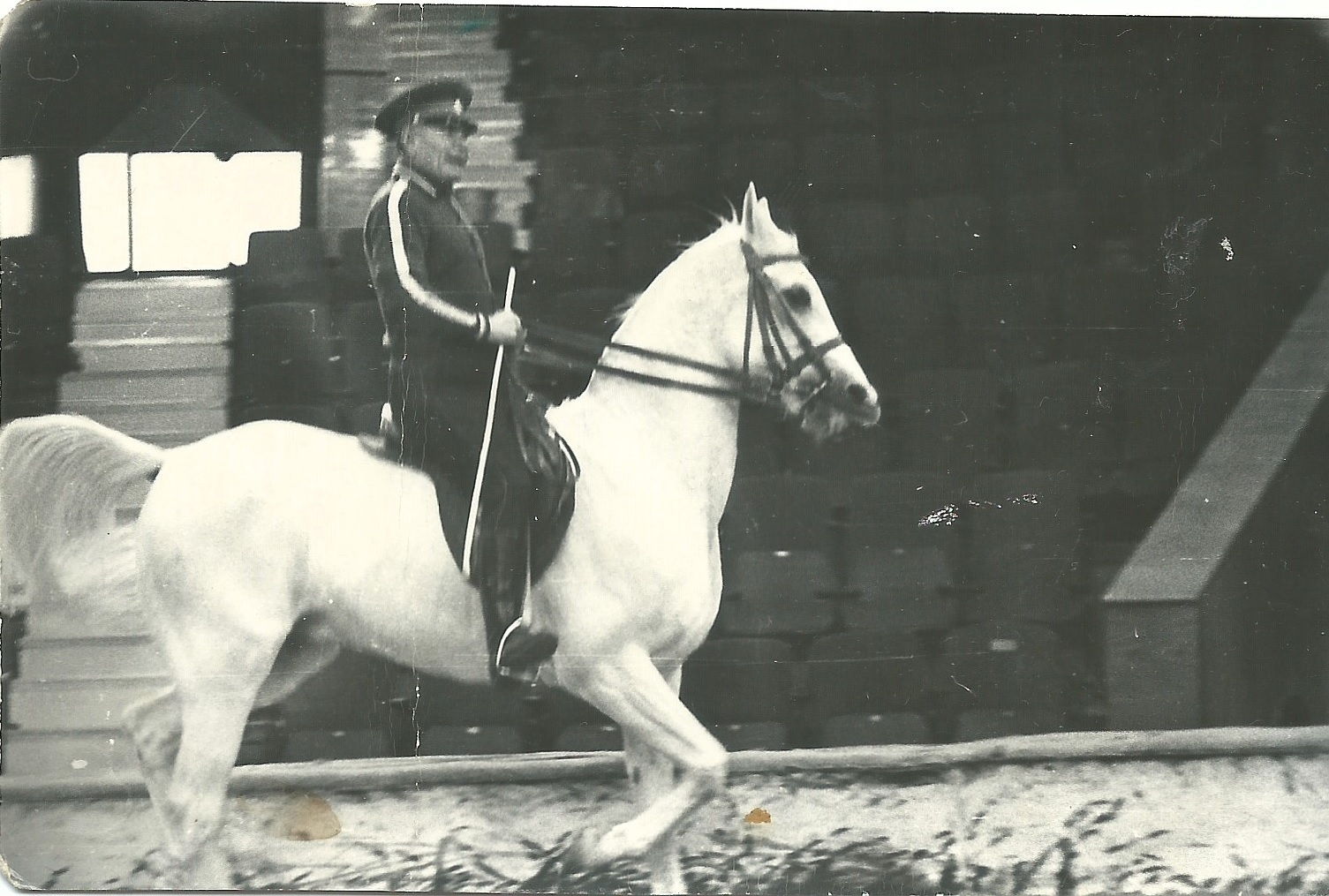